# Bega Shopping Center
Bega Center este un centru comercial din zona centrală a Timișoarei. deținut de Bega Grup. A fost ridicat pe locul fostului Palatul Mocioni, demolat în 1948.
Dintre magazinele și reprezentanțele găzduite de Bega Center, pe mai multe etaje, se numără: Carrefour, Sinsay, Hippoland, Street Coffee Roasters, Topro, Bodo Sport, BBQ RIBS GRILL, Cover Shop, Contakt, Chaw-Chaw, Christian Tour, DPD, DM, Eden, Gall Print, Inmedio, JPB Tabac Shop, Jolidon, Leonard Collection, Orange, Optica Vision, Pepco, Puma, Salon Selena, Silver Point, Shopio Clothing Store, Young Fashion, diverse servicii ș.a.

## Istoric
Magazinul Bega a fost inaugurat în 1973. Clădirea a fost realizată după un proiect al IPROTIM, avându-l ca șef de proiect pe arhitectul Vasile Oprișan. Pe acest loc, în fosta Piață Balaș, se afla o clădire în care funcționa Casa Pompierilor. Construcția magazinului universal Bega era una modernă pentru era socialistă. Regimul de înalțime al clădirii era de P+4, înalțimea maximă fiind atinsă de casele de lifturi, 27,25 m. După privatizarea societății, în 1997, centrul comercial Bega a fost achiziționat de frații Marius și Emil Cristescu, care l-au transformat în Bega Shopping Center și i-au dat un aspect occidental.
În anul 2005 s-a finalizat și dat în folosință un nou corp de clădire al Bega Shopping Center, crescând suprafața comercială la 12.000 m².

## Acces

### Mașină
Centrul comercial este situat în partea centrală a orașului în cartierul istoric Cetate, între Piața Libertății și Piața Unirii, la confluența străzii Carol Telbisz cu str. Proclamația de la Timișoara, în spatele Ceasului Floral din Parcul Civic, vis-a-vis de Hotelul Continental.

### Transport public
Autobuzele 40, E2 și tramvaiele 1,2,4 și 6.